# Kyselina fenyloctová
Kyselina fenyloctová (konjugovaná zásada se nazývá fenylacetát) je karboxylová kyselina obsahující fenylovou funkční skupinu. Jedná se o bílou pevnou látku se silným pachem, podobným medu. Tato látka vzniká jako katabolit fenylalaninu. Dá se přeměnit na fenylaceton, který je prekurzorem amfetaminů; z tohoto důvodu je jeho prodej v řadě zemí, jako jsou Spojené státy americké a Čína, regulován.

## Výskyt
Kyselina fenyloctová je aktivním auxinem, tedy rostlinným hormonem, sloužícím jako regulátor růstu, vyskytujícím se převážně v ovoci; její vliv je ale mnohem slabší, než u základního auxinu, kyseliny indol-3-octové. Tuto látku vylučuje také většina druhů mravenců, u nichž má antimikrobiální funkci. Rovněž se jedná o produkt oxidace fenylethylaminu, kde nejprve působením monoaminoxidázy vzniká fenylacetaldehyd, který poté aldehyddehydrogenáza přemění na kyselinu fenyloctovou; tyto enzymy se také nacházejí v řadě organismů.

## Příprava a výroba
Kyselinu fenyloctovou lze získat hydrolýzou fenylacetonitrilu:

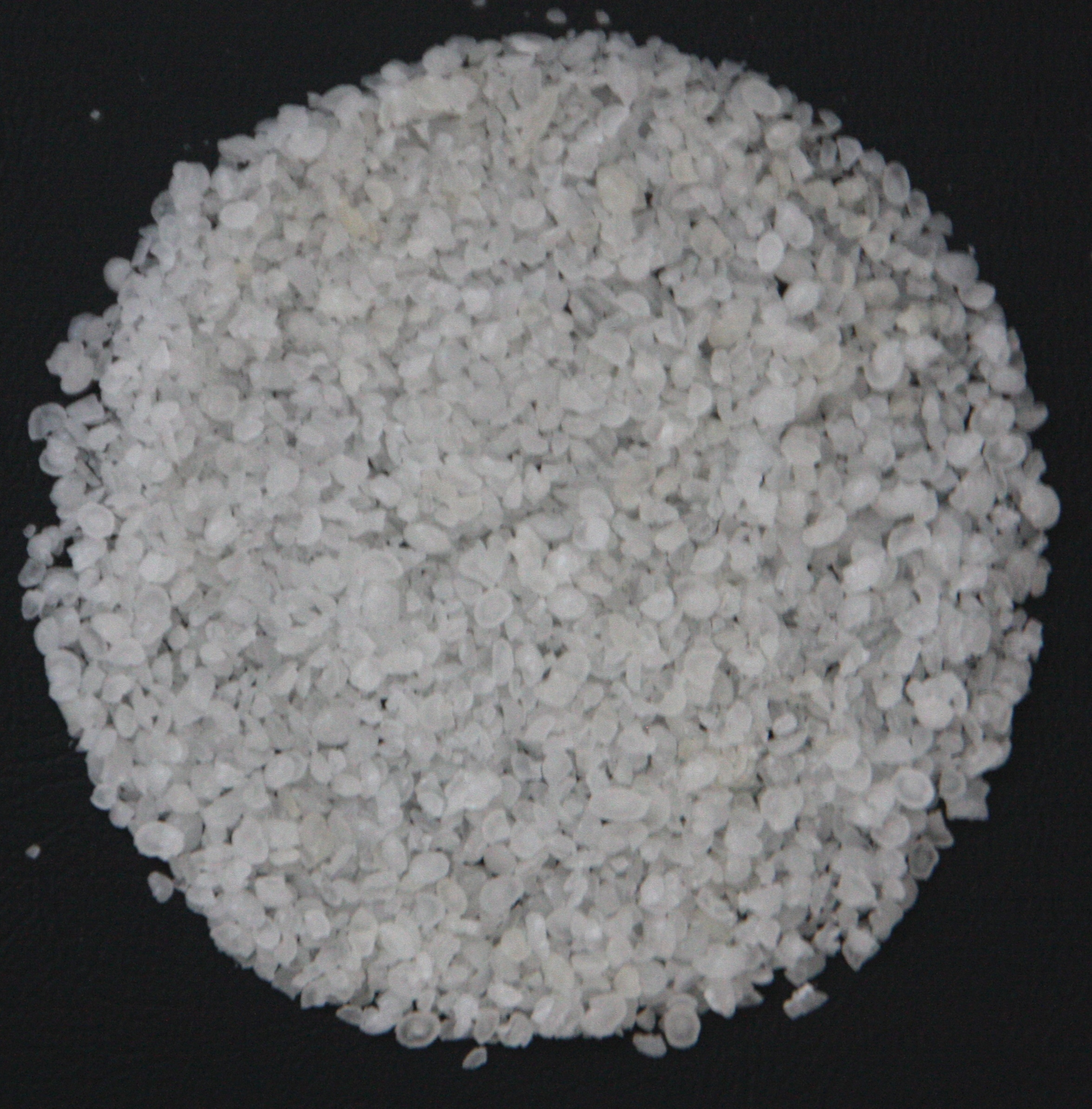
Kyselina fenyloctová

## Použití
Kyselina fenyloctová je složkou některých parfémů, kde se využívá její pach podobný medu, cítitelný i při nízkých koncentracích. Rovněž se používá na výrobu penicilinu G a diklofenaku. Dalším využitím je léčba hyperamonémie II. typu, kdy snižuje množství amoniaku v krvi pacientů tvorbou fenylacetylkoenzymu A, který následně reaguje s glutaminem, bohatým na dusík, za vzniku fenylacetylglutaminu, jenž se vyloučí z těla. Kyselina fenyloctová je také surovinou pro výrobu fenylacetonu, z něhož se dále získává metamfetamin.
Fenyloctan sodný, sodná sůl kyseliny fenyloctové, se používá na léčbu poruch močovinového cyklu; pro tento účel se kombinuje s benzoanem sodným.
Z kyseliny fenyloctové se vyrábí některá léčiva, například camylofin, bendazol, triafungin, fenacemid, lorkainid, fenindion a cyklopentolát.[zdroj?]